# Vimsita
La vimsita és un mineral de la classe dels borats. Rep el nom de VIMS, l'acrònim transcrit del All-Union Research Institute of Mineral Resources (Rússia).

## Característiques
La vimsita és un borat de fórmula química CaB₂O₂(OH)₄. Va ser aprovada com a espècie vàlida per l'Associació Mineralògica Internacional l'any 1968. Cristal·litza en el sistema monoclínic. Es troba en forma de cristalls allargats, d'uns 3 mm, en agregats radials. La seva duresa a l'escala de Mohs és 4. És dimorfa de l'uralborita.
Segons la classificació de Nickel-Strunz, la vimsita pertany a «06.BC - Inodiborats amb triangles i/o tetraedres» juntament amb els següents minerals: calciborita, sibirskita i parasibirskita.

## Formació i jaciments
Va ser descoberta l'any 1968 al dipòsit de bor i coure de Novofrolovskoye, a Turjinsk, Krasnoturjinsk (óblast de Sverdlovsk, Rússia), en skarns rics en bor que contenen coure, on es troba associada a altres minerals com: uralborita, andradita, grossulària, calciborita, sibirskita i magnetita. També ha estat descrita al dipòsit de bor de Solongo (Transbaikal, Rússia), en skarns que contenen ferro, on es troba associada a la frolovita.